# Уфимка (веялка)
«Уфимка» — веялка (зерноочистительная машина для выделения зерна из вороха после молотьбы путём удаления мякины и других примесей). 

## История
Веялка выпускалась с 1860 года.
Изготовитель — Благовещенский завод (современный Благовещенский арматурный завод), где в 1860 году открыли  «Механическое заведение Дашковых» по выпуску сельскохозяйственных орудий, на котором А. Д. Дашков наладил выпуск веялок, получивших широкое распространение в Уфимской губернии — откуда и пошло название «уфимка». .  Веялка "Уфимка" выпускалась также на заводе "Красный пролетарий" в Свердловске, на «Симском арматурном заводе» в городе Сим Челябинской области.

## Конструкция
Веялка имеет поперечное качание решётного стана, приводимое в движение от вала вентилятора посредством кривошипно-шатунного и дополнительного 4-х звенного механизмов. Веялка имеет 4 решета, из них одно (нижнее) неподвижное.
Производительность: при обработке вороха зерновых культур - 1400—1800 кг/час, при вторичной очистке зерна - 1500—2400 кг/час. Для сравнения - производительность ручных веялок составляла 400…800 кг/ч, конных – 2000 кг/ч.